# Éclaireurs français
 (janvier 2015).
Si vous disposez d'ouvrages ou d'articles de référence ou si vous connaissez des sites web de qualité traitant du thème abordé ici, merci de compléter l'article en donnant les références utiles à sa vérifiabilité et en les liant à la section « Notes et références ».
L'association des Éclaireurs français est une ancienne association de scoutisme française.
Elle a été créée en 1911 par le baron Pierre de Coubertin. Elle a été incorporée aux Éclaireurs de France en 1964 avec la branche laïque de la Fédération française des éclaireuses, pour former les Éclaireuses éclaireurs de France (EEDF).